# 위험 통제 계층

그래픽 상단의 위험 관리 방법은 하단의 위험 관리 방법보다 잠재적으로 더 효과적이고 보호적이다. 이러한 통제 체계를 따르면 일반적으로 본질적으로 더 안전한 시스템이 구현되어 질병이나 부상의 위험이 크게 줄어든다.

위험 통제 계층(Hierarchy of hazard controls) 또는 위험요인 통제계층은 위험에 대한 노출을 최소화하거나 제거하기 위해 가능한 개입의 우선순위를 정하기 위해 업계에서 사용되는 시스템이다. 이는 수많은 안전 조직에서 추진하는 널리 받아들여지는 시스템이다. 이 개념은 업계 경영자에게 교육되어 직장 (장소)에서의 표준 관행으로 승격된다. 또한 도로 안전과 같은 분야의 공공 정책을 알리는 데에도 사용되었다. 이 시스템을 묘사하기 위해 다양한 그림이 사용되며 가장 일반적으로 삼각형이 사용된다.
계층 구조의 위험 통제는 우선순위가 낮은 순서대로 다음과 같다.
- 제거
- 대체
- 공학 제어
- 관리 제어
- 개인 보호 장비

이 시스템은 효율성에 대한 증거에 기초한 것이 아니라 위험 제거가 가능하다면 근로자가 위험을 인지하고 스스로를 보호할 수 있도록 해준다. 대체에도 위험이 따를 수 있으므로 대체는 제거보다 우선순위가 낮다. 엔지니어링 제어는 제대로 작동하는 시스템과 인간 행동에 따라 달라진다. 관리 제어 및 개인 보호 장비는 항상 인간 행동에 의존하므로 이러한 제어의 신뢰성이 떨어진다.

## 같이 보기
- 안전공학